# Jean-Marie Drot
Jean-Marie Drot (Nancy, 2 de marzo de 1929 – Chatou, 23 de septiembre de 2015) fue un escritor francés y realizador de documentales. Fue director de la Academia Francesa en Roma desde 1985 hasta 1994. Drot es conocido por su trabajo documental en Montparnasse.

## Publicaciones
- Le Retour d'Ulysse manchot, éd. Julliard 1990 (ISBN 2260007414)
- Femme Lumière, éd. Deleatur 2000 (ISBN 2868070922)
- Dictionnaire vagabond, éd. Plon 2003 (ISBN 2259190324)
- Femmes hostie, éd. Gallilée 2006 (ISBN 2718605421)

## Documentales
- Les heures chaudes de Montparnasse, Serie documental filmada en 1962 que se presentó con un nuevo montaje en 1987.
- Jeu d'echecs avec Marcel Duchamp, Documental de 1963.
- Journal de voyage avec André Malraux, Serie documental de 13 episodios de 1974–1975.
- Un homme parmi les hommes : Alberto Giacometti.